# Georg Heinrich von Ramberg
Georg Heinrich von Ramberg (Hannover, 1786. február 25. – Teplitz, 1855. szeptember 2.) osztrák báró, altábornagy, az 1848–49-es forradalom és szabadságharc egyik tábornoka.

## Élete
Ramberg 1805-ben lépett be a porosz királyi hadseregbe, ahol tiszt lett a lovas vadászoknál. 1806 és 1807 között részt vett a Napóleon elleni hadjáratokban. Egy ideig a híres porosz katonai teoretikus, Gerhard von Scharnhorst tábornok segédrisztje volt.
1808-ban belépett a császári-királyi hadseregbe. 1809-ben hadnaggyá léptették elő, majd a vezérkarba került. Károly főherceg parancsnoksága alatt vett részt a bajorországi hadjáratban. A regensburgi csata után főhadnaggyá léptették elő. Részt vett az asperni és wagrami csatákban. A franciákkal kötött béke után a morvaországi főparancsnokságon szolgált. 1810-1812 között a magyarországi térképészeti munkában vett részt. 1813-ban századossá léptették elő. Kitüntette magát a lipcsei csatában, majd több franciaországi hadjáratban. 1815-1818 között Wellington tábornagy mellett volt császári-királyi megbízott.
1819-ben a bécsi statisztikai hivatalban, 1820-ban ismét a magyarországi térképészeti munkálatoknál dolgozott. 1821-bel lett őrnagy és részt vett a piemonti forradalom leverésében. 1827-től az erdélyi földleírási munkálatok vezetője volt. 1831-ben alezredessé léptették elő, 1833-ban Grazba helyezték át. 1835-ben ezredessé nevezték ki és átvette a 36. gyalogezred parancsnokságát. 1843-ban léptették elő vezérőrnaggyá, s dandárparancsnok lett Csehországban. 1848-ban kapta meg az altábornagyi kinevezését. Részt vett a bécsi októberi forradalom leverésében. Leopoldstadt bevételéért megkapta a Lipót-rend parancsnoki és a Katonai Mária Terézia-rend lovagkeresztjét.
A magyarországi hadjáratban először a II. hadtest hadosztály-parancsnokságát vette át, majd december végétől 1849 februárjáig a komáromi megfigyelő hadtest parancsnoka volt. 1849 februárjában átvette a Görgeyt üldöző két dandár parancsnokságát, de megbetegedett. A parancsnokságot Christian Götz vezérőrnagynak adta át és elhagyta a sereget.
Egészsége helyreállítása után ismét szolgálatra jelentkezett, július 8-án Haynau őt nevezte ki a III. hadtest parancsnokának. A hadtest a főváros felé nyomult előre. Ramberg először augusztus 5-én Magyarkanizsánál került tűzbe. Ezt követően az ő csapatai szinte naponta verekedtek Óbesenyőnél, Kisteremiánál, Csatádnál, Jécsánál, végül Temesvárnál. Augusztus 15-én szintén az ő csapatai vívták az utolsó nagyobb ütközetet a déli hadsereg maradványai ellen. A hadjárat után az erdélyi XII. hadtest parancsnokságát kapta meg, majd 1850-ben a theresienstadti erőd parancsnokának nevezték ki. 1854-ig töltötte be ezt a beosztást, majd újabb feladatra várt, amikor 1855. szeptember 2-án váratlanul elhunyt.

## Külső hivatkozások
- Német nyelvű életrajz[halott link]